# The King of Kong: A Fistful of Quarters
The King of Kong: A Fistful of Quarters – amerykański film dokumentalny przedstawiający współzawodnictwo pomiędzy graczami grającymi w klasyczne gry automatowe, ze szczególnym naciskiem na rywalizację Billy’ego Mitchella i Steve’a Wiebe w grze Donkey Kong. Oryginalny tytuł filmu brzmi The King of Kong (pol. Król Konga), lecz później dodano podtytuł A Fistful of Quarters (pol. Garść Ćwierćdolarówek).
Premiera filmu odbyła się 17 sierpnia 2007 roku podczas festiwalu Slamdance 2007. Film spotkał się z pozytywną reakcją, zyskując m.in. wynik 97% w Rotten Tomatoes. Robert Wilonsky z The Village Voice nazwał film „miniaturowym arcydziełem”. Richard Roeper określił film jako „jeden z najbardziej fascynujących filmów tego roku zasługujący na nominację do Oskara za najlepszy film dokumentalny”. Peter Travers z Rolling Stone ocenił film na 3 z 4 gwiazdek. Z drugiej strony, Ann Hornaday z The Washington Post oceniła film negatywnie pytając „Czy jest coś bardziej męczącego od oglądania ludzi grających w gry wideo?”.
Planowana jest aktorska wersja filmu, która będzie sequelem filmu i skupiała się na tym co zmieniło się w życiu głównych bohaterów po tym co wydarzyło się w filmie dokumentalnym.

## Obsada
- Steve Wiebe
- Billy Mitchell
- Walter Day
- Brian Kuh
- Steve Sanders
- Roy Shildt
- Todd Rogers
- Doris Self

## Fabuła
Billy Mitchell jest ulubieńcem Twin Galaxies, organizacji koordynującej i rejestrującej wyniki najlepszych graczy na świecie. Osiągając najlepszy wynik w grze Donkey Kong w 1980 roku oraz wiele innych sukcesów, Billy stał się znany w świecie gier wideo. Pewnego dnia, nieznany gracz Steve Wiebe pobija rekord Billy’ego i nagrywa swoje osiągnięcie na taśmie. Billy za wszelką cenę próbuje obronić tytuł. Rozpoczyna się rywalizacja o tytuł króla gry Donkey Kong.